# العلاقات الروسية اللاتفية
العلاقات الروسية اللاتفية هي العلاقات الثنائية التي تجمع بين روسيا ولاتفيا.

## تاريخها

### 1920-1940
من عام 1920 إلى عام 1940، كانت العلاقات بين الدولتين قائمة. في 11 أغسطس 1920، وقعت جمهورية لاتفيا وجمهورية روسيا الاتحادية الاشتراكية السوفيتية معاهدة سلام. نصت المادة 14 من المعاهدة على إقامة اتصالات دبلوماسية وقنصلية بين الأطراف عقب إبرام معاهدة السلام. في عام 1922، تأسس اتحاد الجمهوريات السوفيتية الاشتراكية الذي تولى الشؤون الخارجية للدول الأعضاء (منها روسيا).
كانت سفارة لاتفيا تقع في موسكو بين عامي 1920 و1940. كان السفير يانيس فيسمانيس أول ممثل دبلوماسي للاتفيا في روسيا السوفيتية، وفُوض في 2 نوفمبر 1920. تشكل التمثيل القنصلي اللاتفي خلال فترة الحرب الأهلية (1919-1920) في بلاغوفيشتشينسك ومورمانسك. نُفذت الوظائف القنصلية أيضًا من قبل ممثلين عن حكومة لاتفيا المؤقتة، وهم ألفريدس إيكنيرز في شمال روسيا (أرخانغلسك)، وكريستابس بهمانيس في جنوب روسيا (كييف)، ورودولفز ليبيتش (دون وكوبان). من يونيو 1919 إلى أكتوبر 1920، مثل يانيس مازبوليس أيضًا لاتفيا في سيبيريا وجزر الأورال (فلاديفوستوك).

### الفترة السوفيتية
أدى الاحتلال السوفيتي للاتفيا في عام 1940، والذي تضمن عمليات ترحيل إلى معتقلات سيبيريا (ترحيل يونيو)، إلى تدهور العلاقات بين لاتفيا وروسيا. احتلت ألمانيا النازية لاتفيا في عام 1941 فيما عُرف بالاحتلال الألماني للاتفيا خلال الحرب العالمية الثانية، استمر ذلك حتى عاد الاتحاد السوفياتي في عام 1944 واحتلها مجددًا، ما أدى إلى المزيد من عمليات الترحيل. خلال هذه الفترة، فر العديد من اللاتفيين مع الألمان العائدين أو شقوا طريقهم إلى السويد.
زاد الاحتلال السوفيتي عدد الروس الذين يعيشون في لاتفيا زيادة هائلة في فترة زمنية قصيرة، وحلوا أغلب الأحيان محل أولئك الذين رُحّلوا أو أُعدموا أو فروا. أدى التدفق الكبير للروس وإزالة اللغة اللاتفية بصفتها لغة رسمية إلى مزيد من التدهور في العلاقات اللاتفية الروسية بين المواطنين.

### العلاقات منذ عام 1991

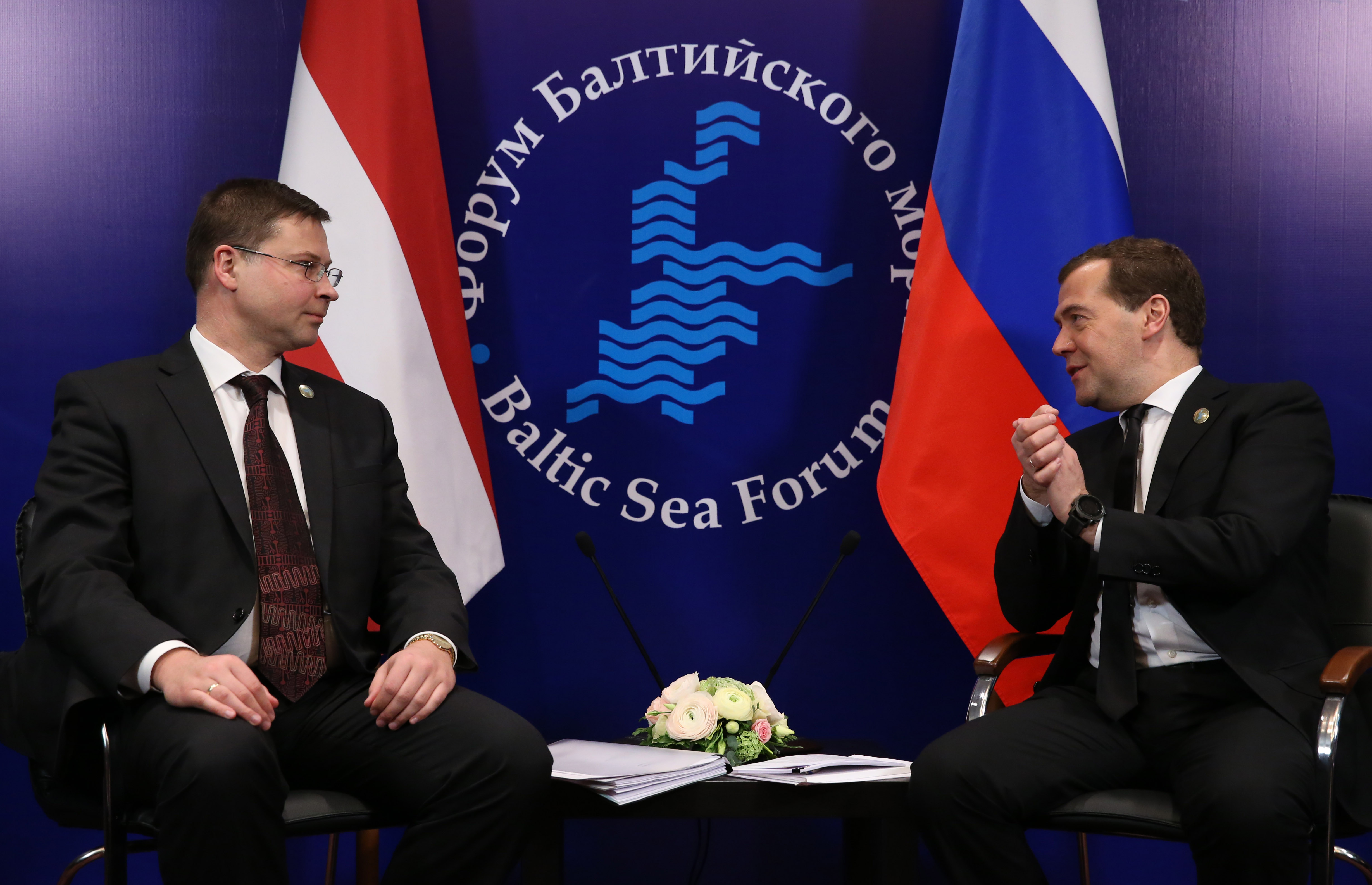
لقاء بين رئيسي وزراء البلدين فالديس دومبروفسكيس ودميتري ميدفيديف خلال منتدى بحر البلطيق 2013.

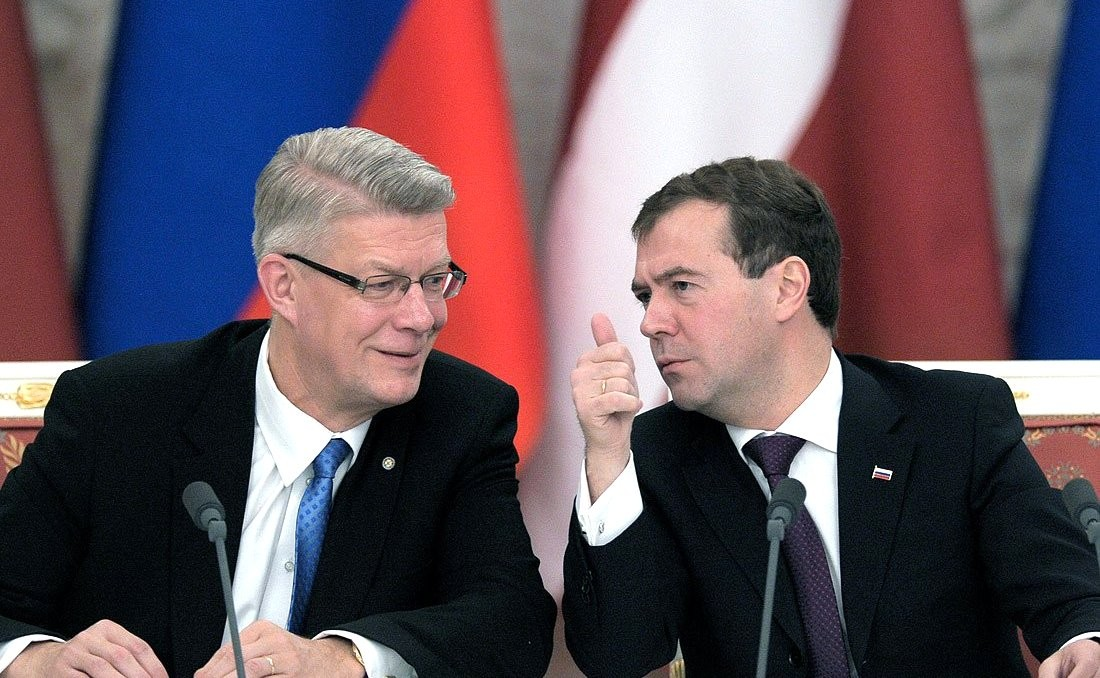
رئيس لاتفيا فالديس زاتلرز مع الرئيس الروسي دميتري ميدفيديف في حفل توقيع خلال زيارة زاتلرز الرسمية لعام 2010 إلى روسيا.

في عام 1991، استعادت لاتفيا استقلالها من الاتحاد السوفيتي عبر استفتاء استقلال وديمقراطية لاتفيا لعام 1991. في عام 2007، أُبرمت معاهدة الحدود بين الدولتين بعد أن أسقطت لاتفيا مطالبها بإقليم صغير قبل الحرب العالمية الثانية والذي يعد حاليًا جزءًا من روسيا. تحدث الرئيس فالديس زاتلرز في منتدى الأعمال التجارية بين لاتفيا وروسيا في سانت بطرسبرغ عن نظام إعفاء من استصدار تأشيرة بين الاتحاد الأوروبي وروسيا. في مقابلة مع صحيفة سيغودنيا اللاتفية، صرح الرئيس أندريس بيرزينس أن «الحقيقة هي أن روسيا جارتنا، ونحن بحاجة لأن نبحث عن طرق لتطوير علاقات حسن الجوار بين بلدينا مهما كلف الأمر». في 13 ديسمبر 2018، تبنى برلمان لاتفيا إعلانًا يدين الأعمال العدوانية التي قامت بها روسيا في حادثة مضيق كيرتش.
بعد الغزو الروسي لأوكرانيا عام 2022، فرضت لاتفيا، كإحدى دول الاتحاد الأوروبي، عقوبات على روسيا، وأضافت روسيا جميع دول الاتحاد الأوروبي إلى قائمة "الدول غير الصديقة". في 11 أغسطس، صنف السايما اللاتفي روسيا دولة راعية للإرهاب.

### انسحاب القوات الروسية وإخراج سكروندا-1 من الخدمة
بعد تفكك الاتحاد السوفياتي، حافظ الاتحاد الروسي على وجوده العسكري في لاتفيا. بقيت قواته متمركزة في لاتفيا واستمرت في تشغيل محطة رادار سكروندا-1. في بدايات عام 1992، وافقت روسيا على البدء في سحب قواتها من لاتفيا. بعد اتفاق 30 أبريل 1994، سمحت لاتفيا لروسيا بتشغيل محطة رادار سكروندا-1 لمدة أربع سنوات إضافية مقابل الانسحاب الكامل للقوات الروسية بعد انقضاء المدة. التزمت روسيا بهذا الاتفاق وسحبت قواتها المتبقية من لاتفيا في أغسطس 1994 (باستثناء القوات المتمركزة حول سكروندا، والذين حصلوا على إذن بالبقاء لفترة أطول). هُدم أحد أبراج قاعدة سكروندا-1 بمساعدة من الولايات المتحدة في مايو 1995. في أغسطس 1998، علقت سكروندا-1 عملياتها. بدأت روسيا في النهاية بتفكيك المعدات وسحبت الطاقم العسكري المتبقي في العام التالي. مثلت هذه الخطوات نهاية رمزية للوجود العسكري الروسي والحرب العالمية الثانية على أراضي لاتفيا.

### الزيارات الدبلوماسية

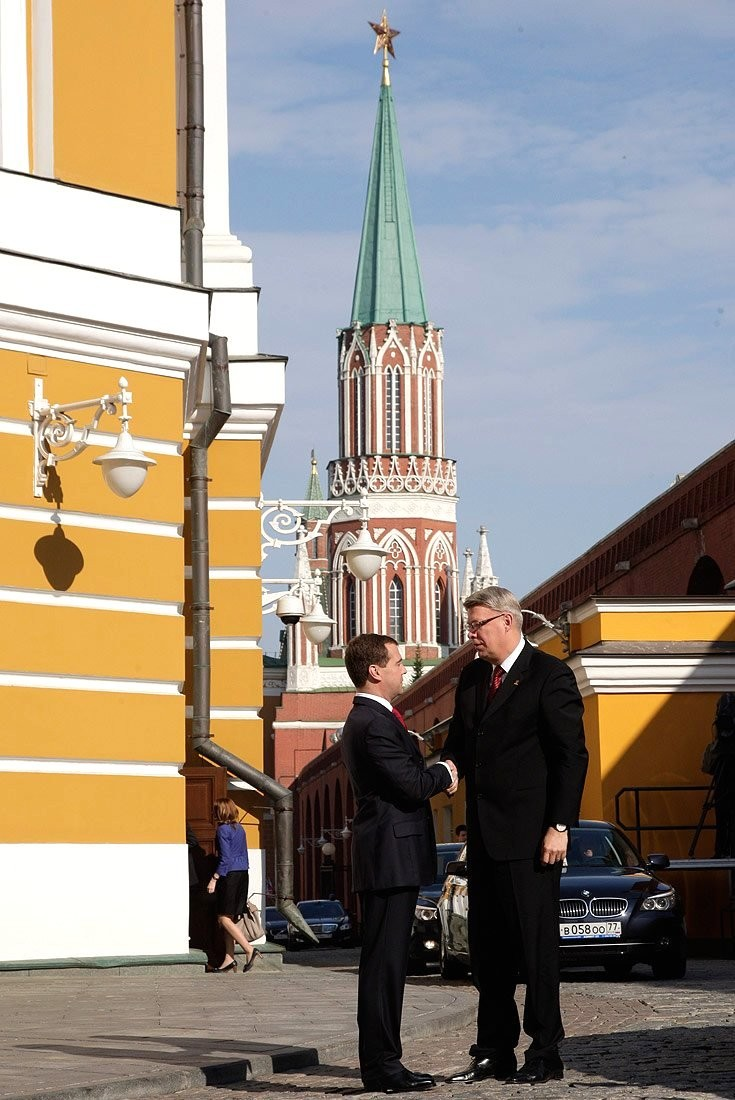
لقاء زاتلرز مع ميدفيديف في الكرملين بموسكو.

حضر الرئيس فالديس زاتلرز موكب يوم النصر في موسكو في الساحة الحمراء في 9 مايو 2010، وحضر احتفالات يوم النصر الخامس والستين. كانت الرئيسة فيرا فايك فريبيرجا قد حضرت سابقًا حدث الذكرى الستين في عام 2005. في ديسمبر 2010، قام زاتلرز بأول زيارة دولة له إلى موسكو، مع زيارة استمرت أربعة أيام بما في ذلك محادثات مع الرئيس الروسي دميتري ميدفيديف، وكذلك رئيس الوزراء فلاديمير بوتين، عمدة موسكو يوري لوجكوف و‌بطريرك موسكو كيريل. في العام التالي، قام مدير الديوان الرئاسي سيرغي ناريشكين بزيارة عمل إلى لاتفيا.
في أوائل عام 2014، زار رئيس لاتفيا أندريس برزينش مدينة سوتشي لحضور حفل افتتاح الألعاب الأولمبية الشتوية 2014، حيث أجرى محادثة لمدة خمس دقائق مع بوتين.

## مقارنة بين البلدين
هذه مقارنة عامة ومرجعية للدولتين:
| وجه المقارنة                                              | روسيا                                   | لاتفيا                                             |
| --------------------------------------------------------- | --------------------------------------- | -------------------------------------------------- |
| المساحة (كم2)                                             | 17.08 مليون                             | 64.59 ألف                                          |
| عدد السكان (نسمة)                                         | 146.80 مليون                            | 1.93 مليون                                         |
| الكثافة السكانية (ن./كم²)                                 | 8.59                                    | 29.88                                              |
| العاصمة                                                   | موسكو                                   | ريغا                                               |
| اللغة الرسمية                                             | اللغة الروسية                           | اللغة اللاتفية                                     |
| العملة                                                    | روبل روسي                               | يورو، لاتس لاتفي، الروبل اللاتفي ‏، الروبل اللاتفي ‏ |
| الناتج المحلي الإجمالي (بليون دولار)                      | 1.58 تريليون                            | 30.26 مليار                                        |
| الناتج المحلي الإجمالي (تعادل القوة الشرائية) بليون دولار | 3.69 تريليون                            | 49.24 مليار                                        |
| الناتج المحلي الإجمالي الاسمي للفرد دولار أمريكي          | 9.09 ألف                                | 14.06 ألف                                          |
| الناتج المحلي الإجمالي للفرد دولار أمريكي                 |                                         | 23.55 ألف                                          |
| مؤشر التنمية البشرية                                      | 0.798                                   | 0.819                                              |
| رمز المكالمات الدولي                                      | +7                                      | +371                                               |
| رمز الإنترنت                                              | .ru، .рф، .рус ‏، .su                    | .lv                                                |
| المنطقة الزمنية                                           | Magadan Time ‏، ت ع م+02:00، ت ع م+12:00 | ت ع م+02:00، ت ع م+03:00، أوروبا/ريغا ‏             |

## مدن متوأمة
في ما يلي قائمة باتفاقيات التوأمة بين مدن روسية ولاتفية:
- ترتبط نيفل مع لودزا باتفاقية توأمة منذ 1 فبراير 2006.
- ترتبط سرغيايف بوساد مع سالدوس باتفاقية توأمة.[30]
- ترتبط Lianozovo District [الإنجليزية]‏ مع ريزكني باتفاقية توأمة.
- ترتبط بسكوف مع داوغافبيلس باتفاقية توأمة منذ 1969.
- ترتبط كولومنا مع باساكا باتفاقية توأمة.
- ترتبط محافظة موسكو مع يلغافا باتفاقية توأمة منذ 2003.
- ترتبط سانت بطرسبرغ مع ريغا باتفاقية توأمة منذ 2 أكتوبر 1967.
- ترتبط بريانسك مع بلدية أوكه باتفاقية توأمة منذ 2003.[31][32][33][34]
- ترتبط موسكو مع ريغا باتفاقية توأمة منذ 16 يوليو 1991.
- ترتبط أوريخوفو-زويفو مع بلدية مادونا باتفاقية توأمة.
- ترتبط Central Administrative Okrug [الإنجليزية]‏ مع داوغافبيلس باتفاقية توأمة منذ 18 فبراير 2003.
- ترتبط دميتروف مع ريزكني باتفاقية توأمة.
- ترتبط ألوشتا مع يورمالا باتفاقية توأمة.
- ترتبط نارو-فومينسك مع داوغافبيلس باتفاقية توأمة منذ 28 نوفمبر 1997.
- ترتبط قازان مع يورمالا باتفاقية توأمة منذ 2001.[35][35][35][35]
- ترتبط ماغادان مع يلغافا باتفاقية توأمة منذ 18 أغسطس 2006.
- ترتبط سبج مع لودزا باتفاقية توأمة منذ 23 سبتمبر 2011.

## منظمات دولية مشتركة
يشترك البلدان في عضوية مجموعة من المنظمات الدولية، منها:
| علم المنظمة | اسم المنظمة                        | تاريخ انضمام روسيا | تاريخ انضمام لاتفيا |
| ----------- | ---------------------------------- | ------------------ | ------------------- |
|             | المنظمة الهيدروغرافية الدولية      | ?                  | ?                   |
|             | منظمة الشرطة الجنائية الدولية      | 27 سبتمبر 1990     | ?                   |
|             | الاتحاد البريدي العالمي            | ?                  | ?                   |
|             | منظمة التجارة العالمية             | 22 أغسطس 2012      | 1999                |
|             | الفريق المعني برصد الأرض           | ?                  | ?                   |
|             | مجموعة الموردين النوويين           | ?                  | ?                   |
|             | مؤسسة التنمية الدولية              | 16 يونيو 1992      | 11 أغسطس 1992       |
|             | اتفاقية السماوات المفتوحة          | ?                  | ?                   |
|             | منظمة الأمن والتعاون في أوروبا     | 1992               | 10 سبتمبر 1991      |
|             | مؤسسة التمويل الدولية              | 12 أبريل 1993      | 29 سبتمبر 1993      |
|             | مجلس أوروبا                        | 28 فبراير 1996     | ?                   |
|             | منظمة حظر الأسلحة الكيميائية       | ?                  | ?                   |
|             | الأمم المتحدة                      | 24 أكتوبر 1945     | 17 سبتمبر 1991      |
|             | الاتحاد الدولي للاتصالات           | 1866               | 11 ديسمبر 1921      |
|             | البنك الدولي للإنشاء والتعمير      | 16 يونيو 1992      | 11 أغسطس 1992       |
|             | وكالة ضمان الاستثمار متعدد الأطراف | 29 ديسمبر 1992     | 21 أغسطس 1998       |
|             | مجلس دول بحر البلطيق               | ?                  | ?                   |
|             | يونسكو                             | 21 أبريل 1954      | 9 يوليو 1951        |

## أعلام
هذه قائمة لبعض الشخصيات التي تربطها علاقات بالبلدين:
- ريموندز فيجونس (15 يونيو 1966 – )
- ميخائيل باريشنيكوف (27 يناير 1948[43][44] – )

## وصلات خارجية
- موقع وزارة الخارجية الروسية
- موقع وزارة الخارجية اللاتفية